# Jean-Marie Pourquier

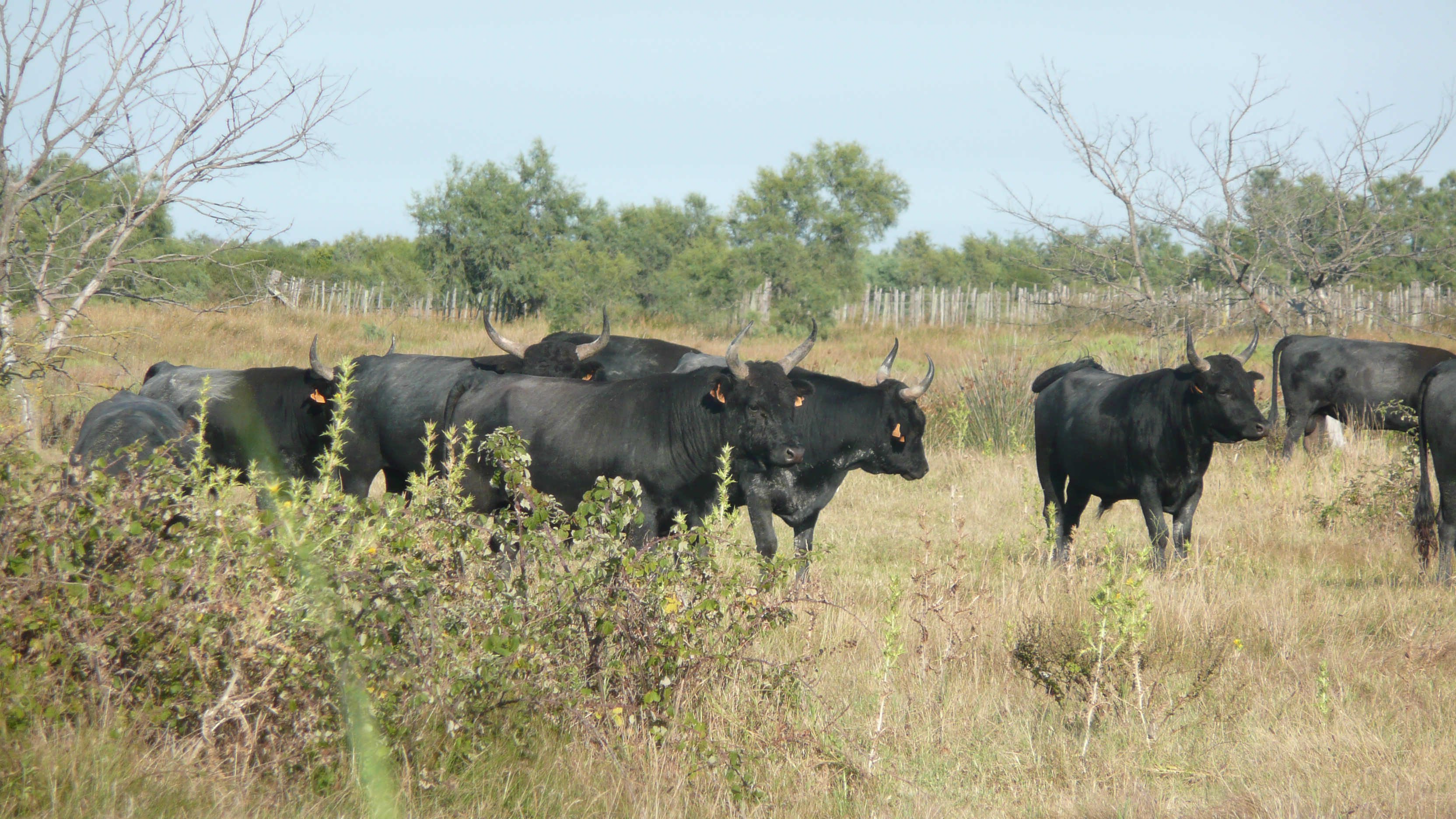
élevage de taureaux dans le Parc naturel régional de Camargue.

Jean-Marie Pourquier est  un élevage français de taureaux de combat, créé en 1945. Sa devise est bleu ciel jaune et noir. La propriété d'origine est située au Mas d’Amphise, sur le territoire de Salin-de-Giraud, dans le Parc naturel régional de Camargue dans les Bouches-du-Rhône. 
Depuis son rachat en 2014 par Raphaël Chaubet, qui est aussi un aficionado practico, l'élevage a gardé son hierro (fer) d'origine : Ganadería Pourquier. Mais l'acheteur a aussi fondé une autre société d'élevage de bétail pour la viande au domaine Mas de la Grande Rougnouse.

## Présentation et historique
Le Mas d'Amphise est situé dans le périmètre du parc naturel régional de Camargue qui apporte son aide  à  l'élevage extensif du taureau de combat depuis 1996, du taureau de Camargue dit Biòu depuis 1999, et du cheval de race camarguaise depuis 1978. Pour sauvegarder les grands espaces naturels de Camargue, le parc naturel de Camargue loue des zones de pâturages aux éleveurs dans des conditions qui évitent le surpâturage.
L'élevage Jean-Marie Pourquier est un des plus anciens élevages de taureaux de combat français. Initialement créé à partir des croisés de Yonnet et des étalons de Peralta et Cobaleda, l'élevage a été  augmenté avec des  apports Vistahermosa.
Les croisés de Yonnet sont apparus en France à l'initiative de Joseph Yonnet qui a importé des taureaux espagnols au domaine de Faramond en 1869, où ils  ont été croisés  avec les taureaux de Camargue à partir de 1873. 
Contraint à un abattage total  du cheptel en 2005-2008, il a reconstitué son élevage avec du bétail « Miranda de Pericalvo », « Marqués de Domecq », et  « Daniel Ruiz ».
Jean-Louis Pourquier a vendu son fer et son élevage de 135 têtes à Raphaël Chaubet.
Pourquier est membre de l'Association des éleveurs français de taureaux de combat.

## Dates importantes
- En 1950 : l'élevage participe à sa première novillada sans picador.
- En 1954 : première novillada piquée.
- En 1962 à Perols : première corrida de taureaux.

L'élevage a aussi participé à de nombreuses novilladas à Nîmes dans les années 1980.

## Taureaux remarquables
- Asena n° 123 lidié à Fréjus le 9 avril 1995 a reçu l'hommage d'une vuelta posthume dans les arènes de Fréjus[7].
- En 2001, Gildas Gnafoua Diamante negro a pris son alternative, face à un taureau de Pourquier dans les arènes de Méjanes. Il a reçu ce jour-là une oreille du sixième taureau[8].